# 大港堂

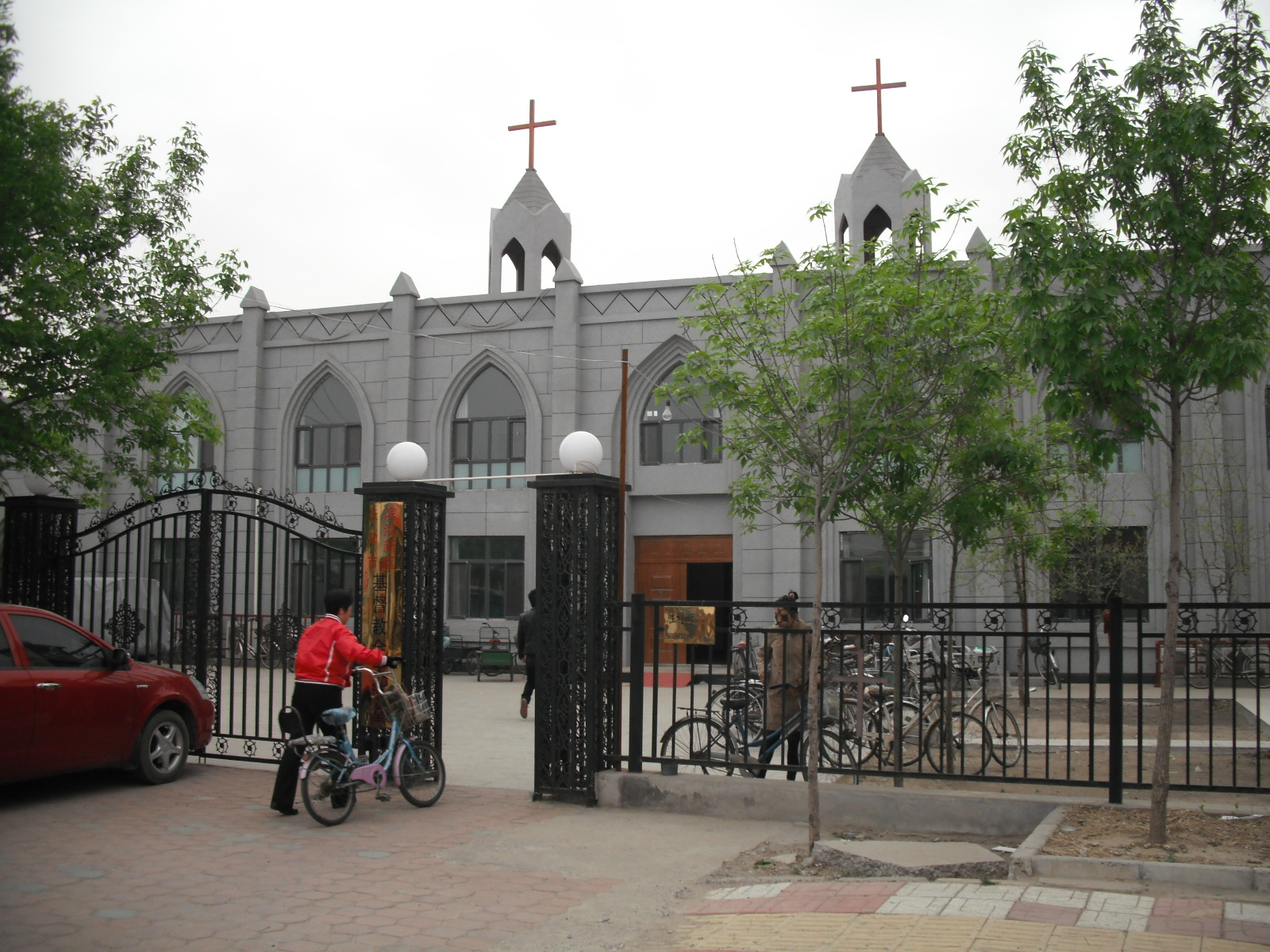
基督教大港堂

天津基督教大港堂是一所位于天津市滨海新区大港的基督教新教教堂，隶属于天津市基督教“两会”，地址是大港区胜利街203号。

## 现状
尽管早已有基督教新教的聚会，但滨海新区大港的前身天津市大港区历史上并没有新教教堂，大港堂是建于1998年的新设施。因信徒人数增加，该堂目前已经历过两次扩建，最近的一次在2011年。

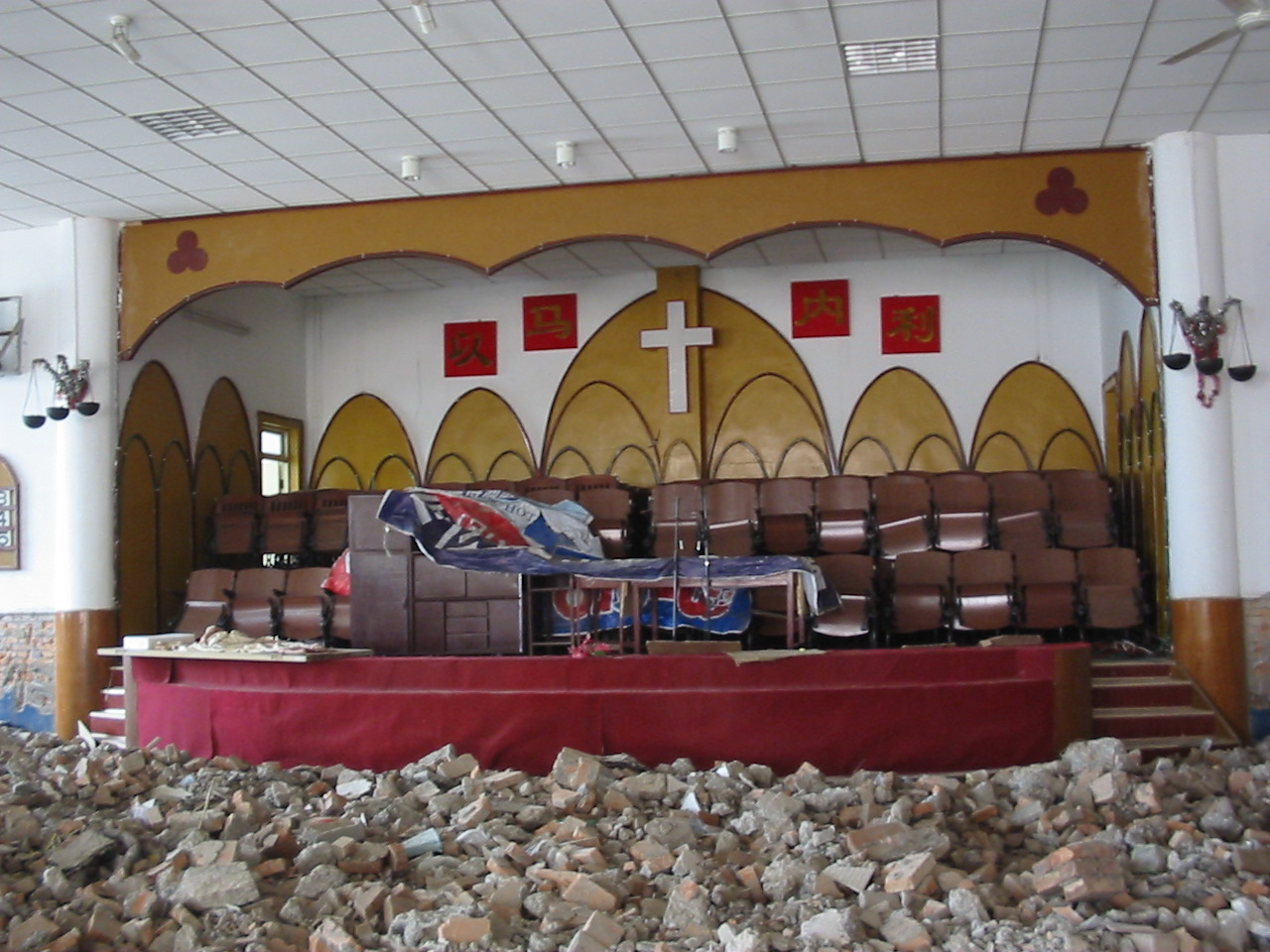
翻修中的圣堂
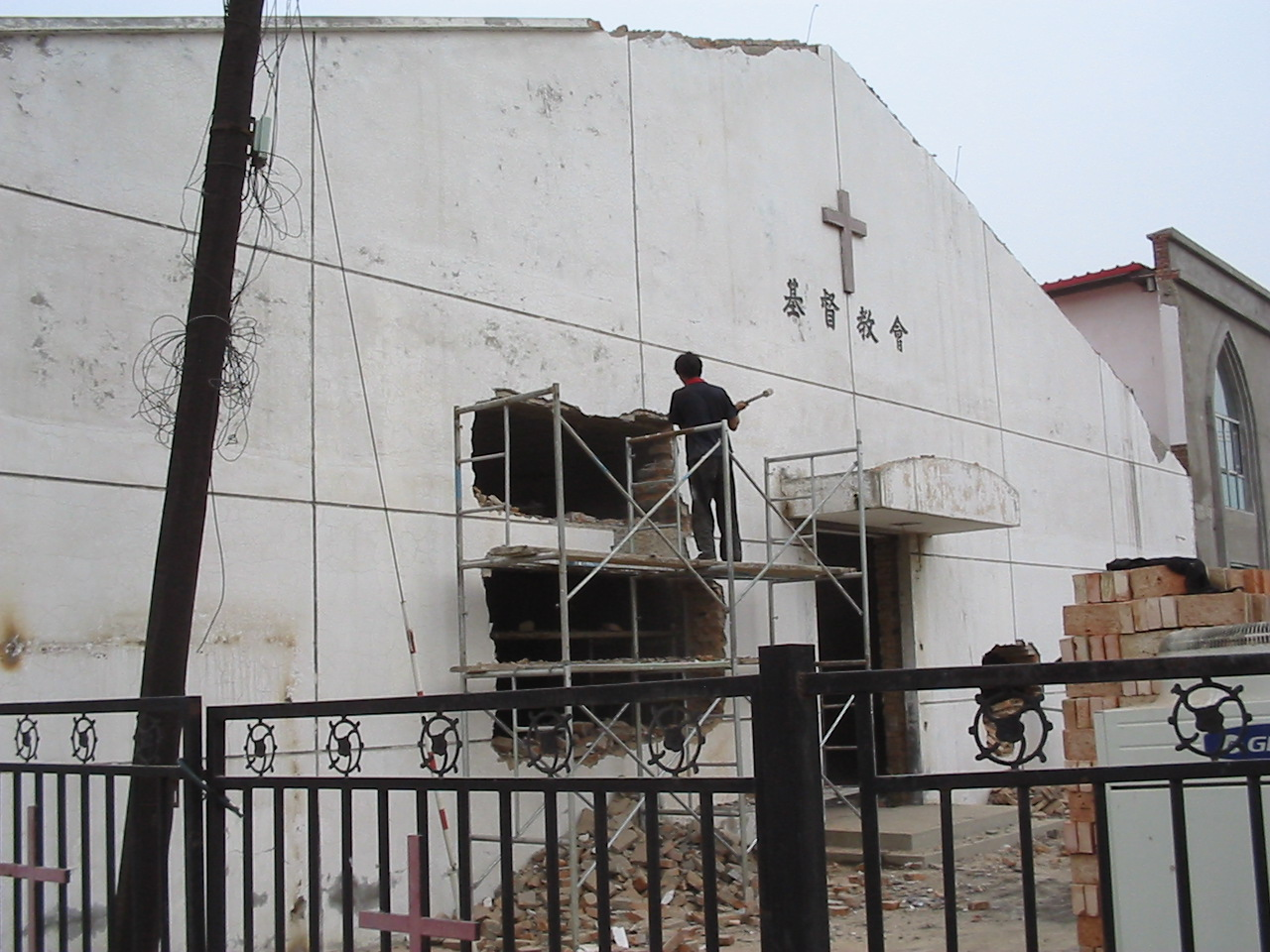
老堂及附属建筑
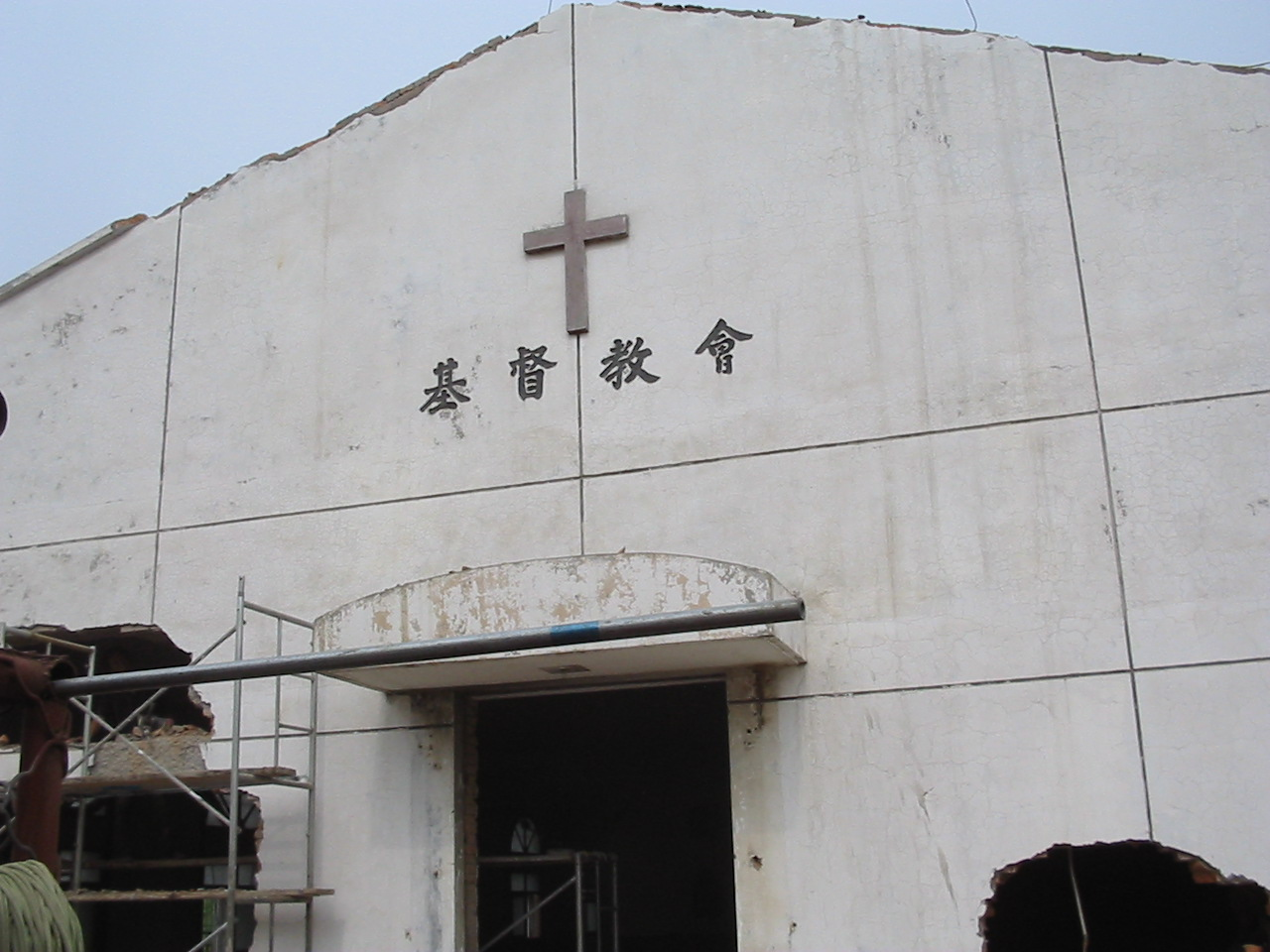
老堂外貌
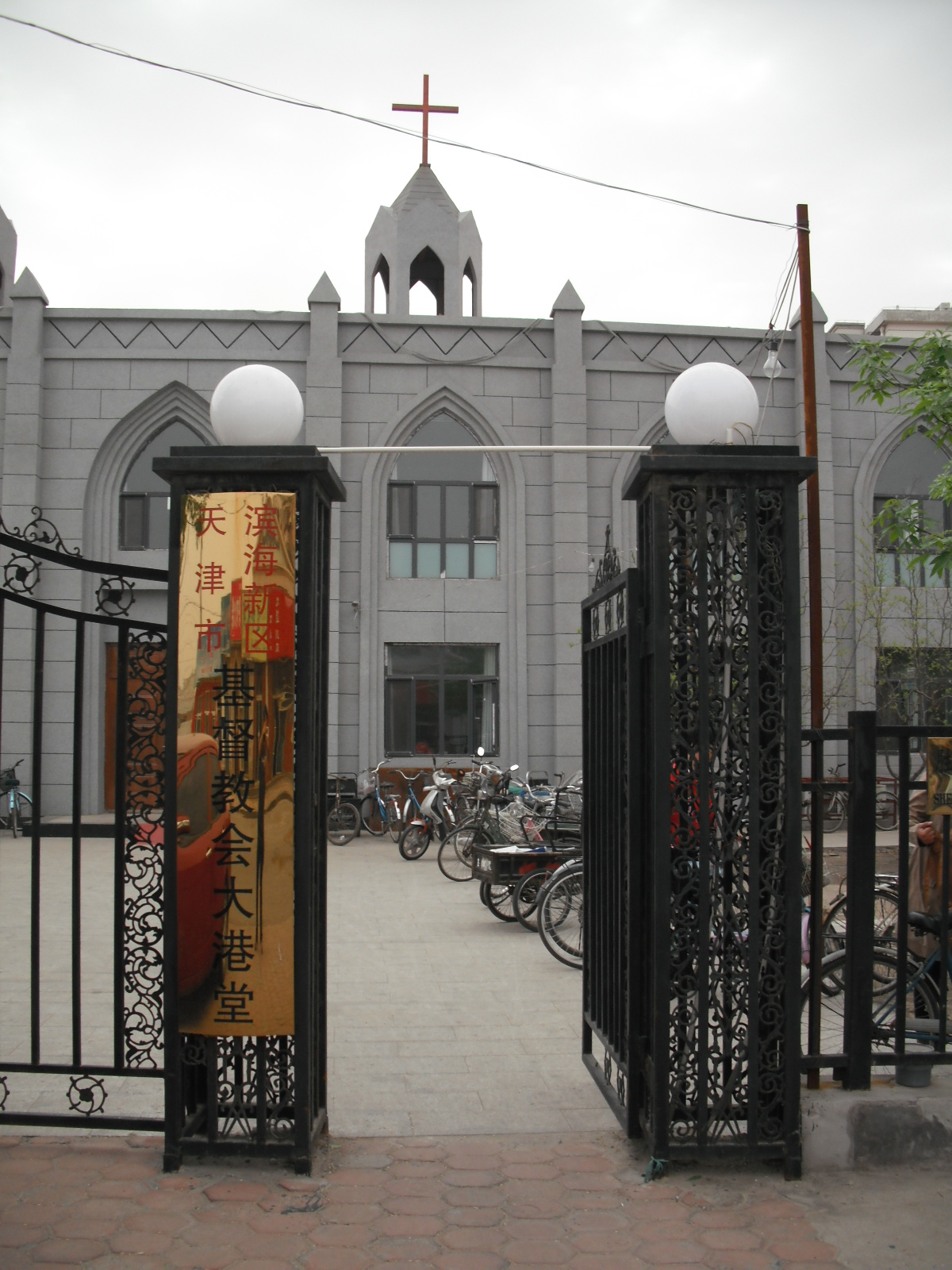
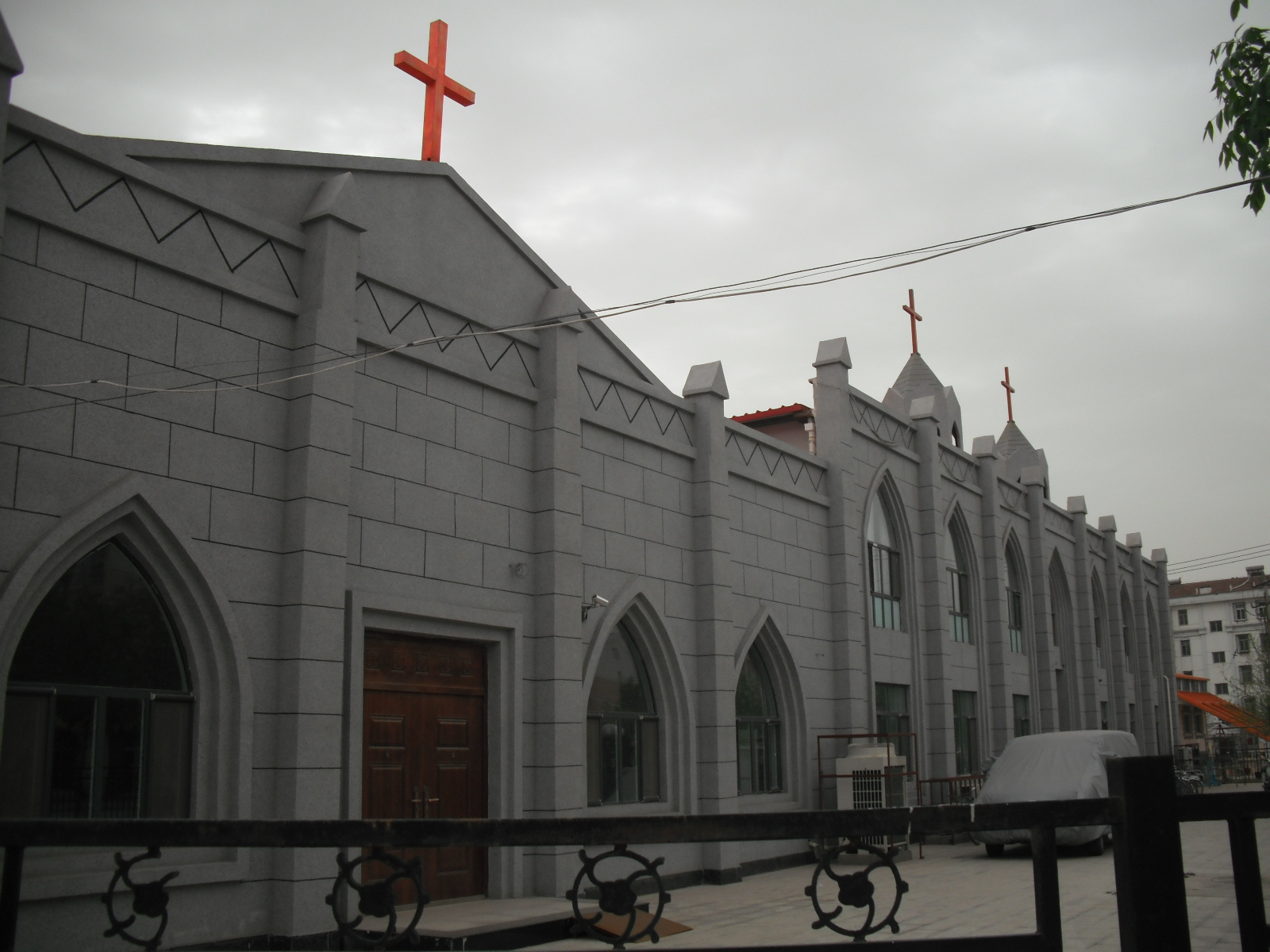
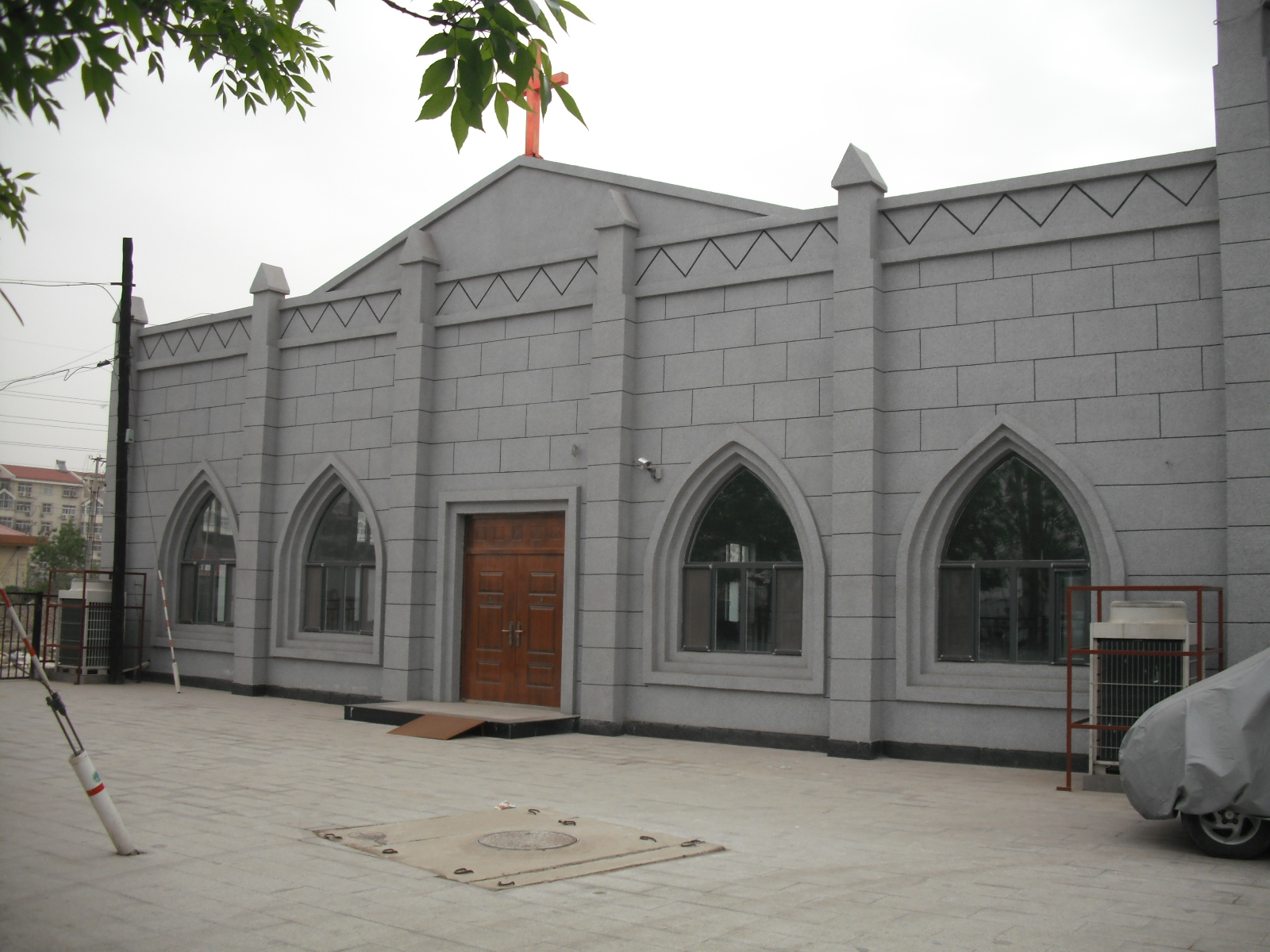
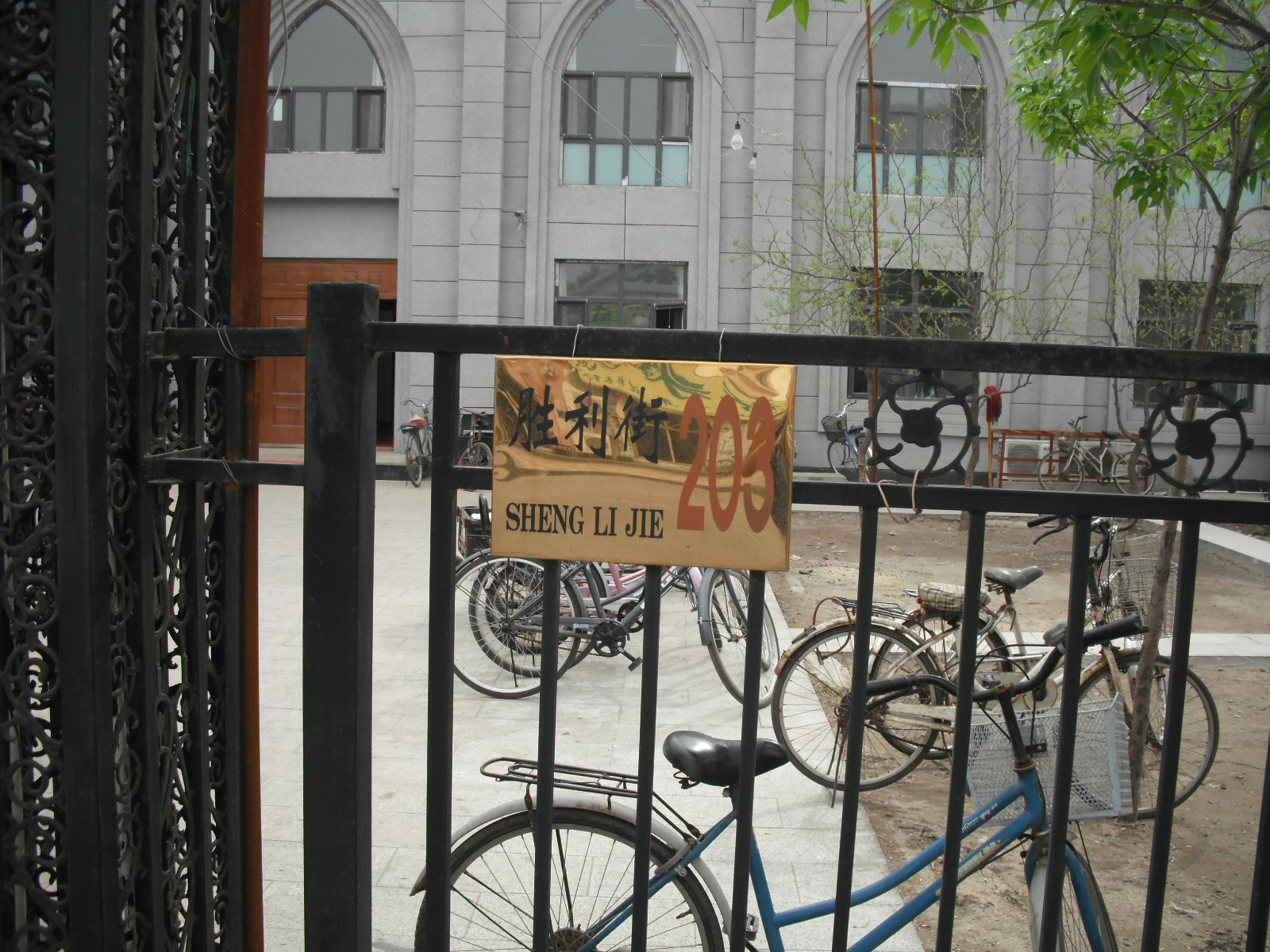